# ثریا خرمی
ثریا خرمی (زاده ۱۱ تیر ۱۳۴۰ در تنکابن) چهره‌پرداز اهل ایران است.

## فیلم‌شناسی

### طراح چهره‌پردازی
- رسم عاشق کشی (۱۳۸۱)
- ارابه مرگ (۱۳۷۵)
- بازی‌های پنهان (۱۳۷۴)
- بوی پیراهن یوسف (۱۳۷۴)
- دل و دشنه (۱۳۷۳)
- سفر (۱۳۷۳)
- جنگ نفتکش‌ها (۱۳۷۲)
- چشم شیطان (۱۳۷۲)
- عصیان (۱۳۷۲)

### چهره‌پرداز
- عشق طاهر (۱۳۷۸)
- راه افتخار (۱۳۷۳)
- ایوب پیامبر (۱۳۷۲)
- دلاوران کوچه دلگشا (۱۳۷۱)
- قرق (۱۳۷۰)
- سایه خیال (۱۳۶۹)
- مرگ پلنگ (۱۳۶۸)
- در مسیر تندباد (۱۳۶۷)
- شاخه‌های بید (۱۳۶۷)
- کشتی آنجلیکا (۱۳۶۷)
- پرستار شب (۱۳۶۶)